# 田川地区
田川地区（たがわちく）は、福岡県筑豊地方の中にある地域の呼称。

## 概要
田川市及び田川郡（糸田町、大任町、川崎町、香春町、添田町、福智町、赤村）の1市6町1村を指す。
田川地区は筑豊地方を構成する地域の一つで、かつては炭鉱により栄えたが、1960年代以降のエネルギー革命などの社会的な要因によって炭鉱は閉山を余儀なくされた。炭鉱という主力産業が崩壊したことで人口の流出が進み、過疎化と高齢化の波を大きく受けた自治体も多く、田川市を含む3町が過疎地域に指定されるなどした。炭鉱閉山後は炭鉱跡地に新たな工業の誘致を進めるなどして、経済の立て直しを図っている。
田川地区の中心都市である田川市は、田川都市圏という独自の都市圏を形成しているが、2015年の国勢調査によると北九州都市圏の10%通勤圏にもなっており、北九州工業地帯を形成する地域の一つでもある。また全域が旧豊前国に属していたことから、北九州地方の京築地域（特に行橋市周辺の京都地域）とも繋がりが深い。

### 面積
- 363.65㎢

### 人口
- 人口：133,515人（2011年6月1日現在）
- 人口密度：367人/㎢